# Horní Ves (Chomutov)
Horní Ves (německy Oberdorf) je bývalá vesnice, která stávala na severozápadním okraji Chomutova. Počet obyvatel původně malé vesnice se v devatenáctém století rozrostl na sedm tisíc a vesnice se urbanisticky proměnila na sídlo městského typu. Postupným rozšiřováním splynulo se zástavbou Chomutova, a proto byla obě sídla v roce 1928 administrativně sloučena.

## Poloha
Původní vesnice stávala na levém břehu Chomutovky přibližně v prostoru Bezručovy ulice. V severozápadní části návsi stával panský dvůr, na jehož místě byl postaven výškový dům Merkur. Architektonickou dominantou se stal kostel svaté Barbory u silnice do Křimova. Vesnice se postupně rozrůstala a hlavními osami rozvoje se staly budoucí Kadaňská a Blatenská ulice.

## Název
Název vesnice se v historických pramenech vyskytuje ve například tvarech Oberdorff (1468), Oberdorf (1497), Oberndorff (1571) nebo Horní ves a Oberdorf (1854).

## Historie
První písemná zmínka o vesnici pochází z roku 1281, kdy patřila řádu německých rytířů z chomutovské komendy.
V polovině devatenáctého století zde hraběnka Gabriela Buquoyová nechala otevřít hnědouhelný hlubinný důl Milosrdenství (někdy též Gabriela). Zaměstnával dvacet až třicet horníků, kteří v hloubce okolo dvaceti metrů těžili až šest metrů mocnou uhelnou sloj. Roční produkce uhlí se pohybovala od pěti do deseti tisíc tun. V roce 1872 podnik získal Uhelný průmyslový spolek, ale jeho plány na intenzivní těžbu se nezdařily. Požár poškodil starou šachtu, a přestože byly brzy otevřeny nové těžné jámy vybavené parními stroji, nedokázal se podnik vyrovnat s poklesem poptávky koncem sedmdesátých let devatenáctého století a důl byl uzavřen. Jeho celková produkce se odhaduje na 100 až 120 tisíc tun uhlí.
První úvahy o sloučení Horní Vsi s Chomutovem se objevily v roce 1923. Jednání probíhala dalších pět let až do 6. března 1928, kdy ministerstvo vnitra spojení obcí odsouhlasilo. Součástí Chomutova se Horní Ves se svými osmi tisíci obyvatel stala dne 1. srpna 1928.

## Obyvatelstvo
Při sčítání lidu v roce 1921 zde žilo 6 887 obyvatel (z toho 3 415 mužů), z nichž bylo 640 Čechoslováků, 6 141 Němců, osm Židů, dva příslušníci jiné národnosti a 96 cizinců. Většina obyvatel se hlásili k římskokatolické církvi, ale žilo zde také 126 evangelíků, 34 členů církve československé, dvanáct židů, dva příslušníci nezjišťovaných církví a 230 lidí bez vyznání.
|           | 1869 | 1880  | 1890  | 1900  | 1910  | 1921  | 1930  | 1950 | 1961 | 1970   | 1980   | 1991   | 2001   | 2011   |
| --------- | ---- | ----- | ----- | ----- | ----- | ----- | ----- | ---- | ---- | ------ | ------ | ------ | ------ | ------ |
| Obyvatelé | 761  | 1 596 | 2 230 | 3 917 | 5 740 | 6 887 | 9 582 | .    | .    | 18 394 | 17 185 | 15 444 | 13 761 | 12 858 |
| Domy      | 83   | 108   | 132   | 227   | 335   | 472   | 892   | .    | .    | 1 561  | 1 593  | 1 681  | 1 595  | 1709   |